# Kanalreinigung

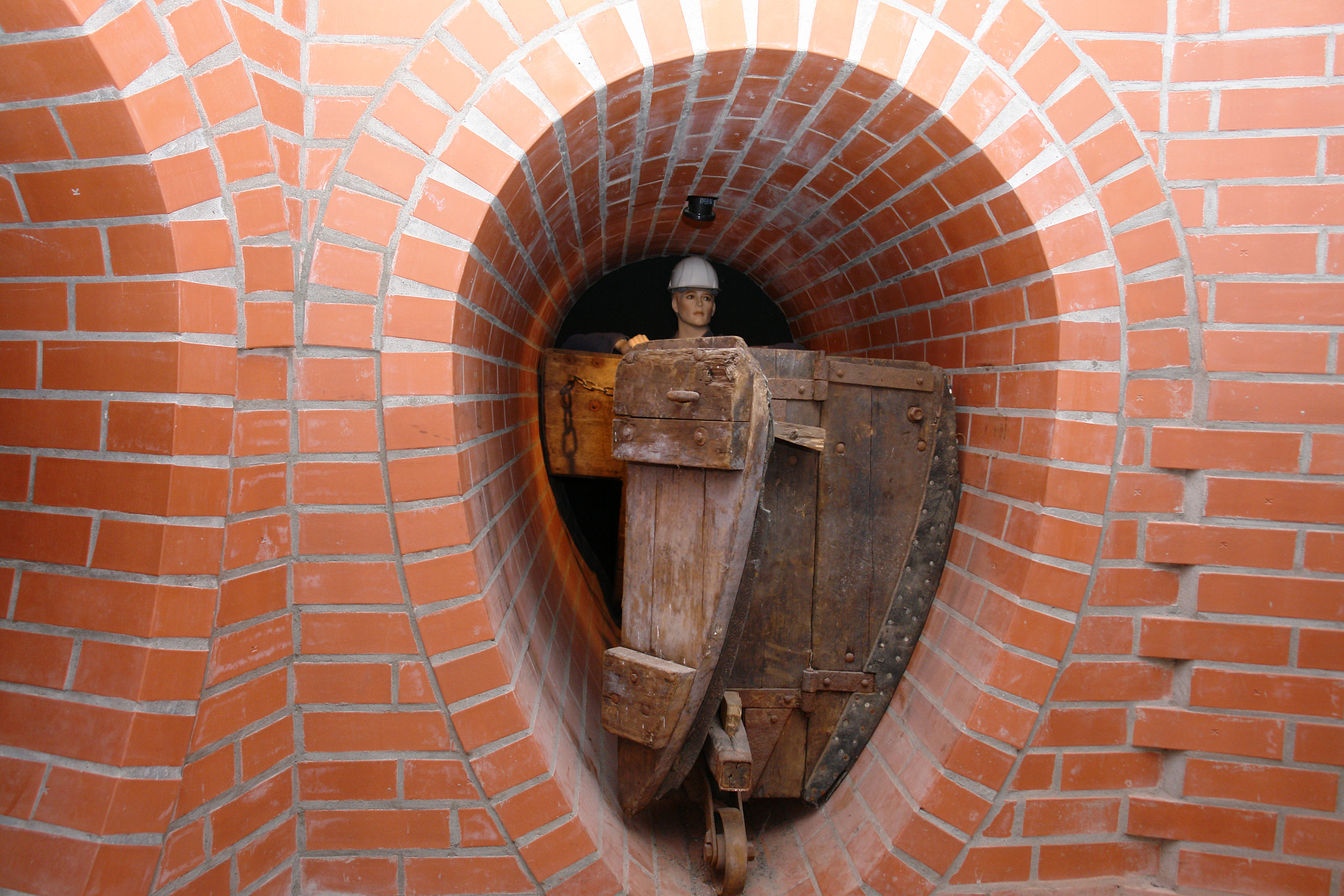
Rekonstruierter Kanal mit Kanalreinigungsschild im Alten Pumpwerk, Bremen

Der Begriff Kanalreinigung beschreibt Maßnahmen zur Reinigung von Abwasserleitungen und -kanälen und Schächten.
Je nach Rohrdurchmesser kann die Reinigung maschinell oder per Hand durchgeführt werden. Die Reinigung per Hand wird bei sicher begehbaren Kanälen angewendet. Bei Großkanälen (> 2 Meter) werden Ballone, Wände oder so genannte Schiffe bzw. Boote vorwärts getrieben. Kanäle bis 2 Meter Rohrdurchmesser werden in der Regel maschinell gereinigt.

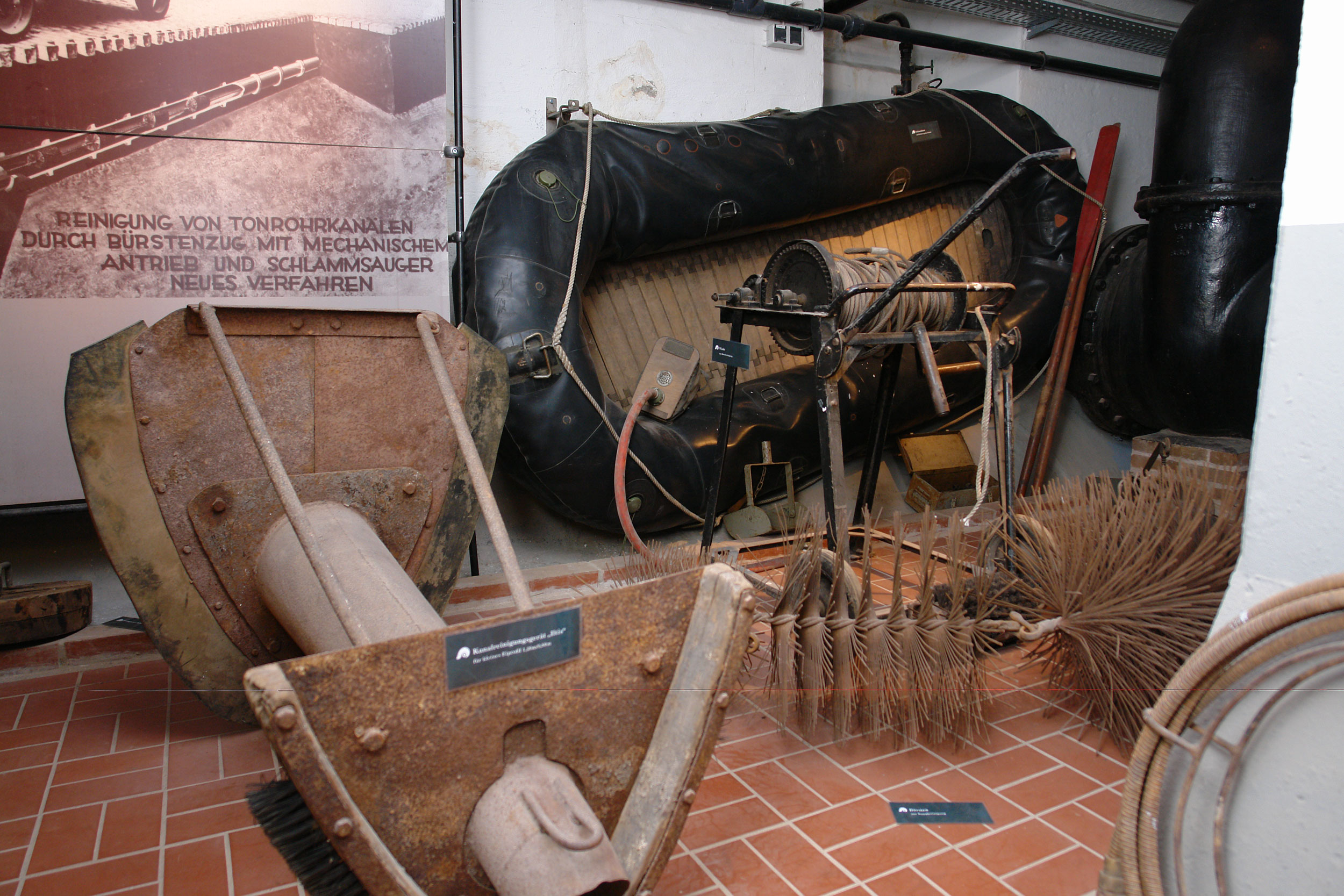
Historischer Schlammsauger und Bürstenzug im Alten Pumpwerk, Bremen

Mit dem Abwasser werden auch Feststoffe in die Kanalisation eingeleitet. Die Fließgeschwindigkeit des Abwassers ist in der Regel zu klein, um diese Feststoffe im Kanal vorwärts zu spülen oder zu schieben. Werden diese Ablagerungen nicht entfernt, können Verstopfungen oder Überschwemmungen entstehen.
Im Abwasserkanal entstehen Gase sowie ein Belag, der die Rohre angreifen und deren Lebensdauer verkürzen kann.
Bei der Kanalreinigung mittels Hochdruck wird die Sielhaut an der Rohrwandung weitgehend oder vollständig entfernt.

## Intervalle
Abwasserleitungen sollten in regelmäßigen Abständen gereinigt werden, um sie vor frühzeitiger „Alterung“ zu bewahren. Vielerorts sind baubedingte Mängel, Senkungen, Ablagerungen und falsches Gefälle die Ursache für Verstopfungen. Durch eine regelmäßige Reinigung wird solchen Verstopfungen vorgebeugt.

## Arten

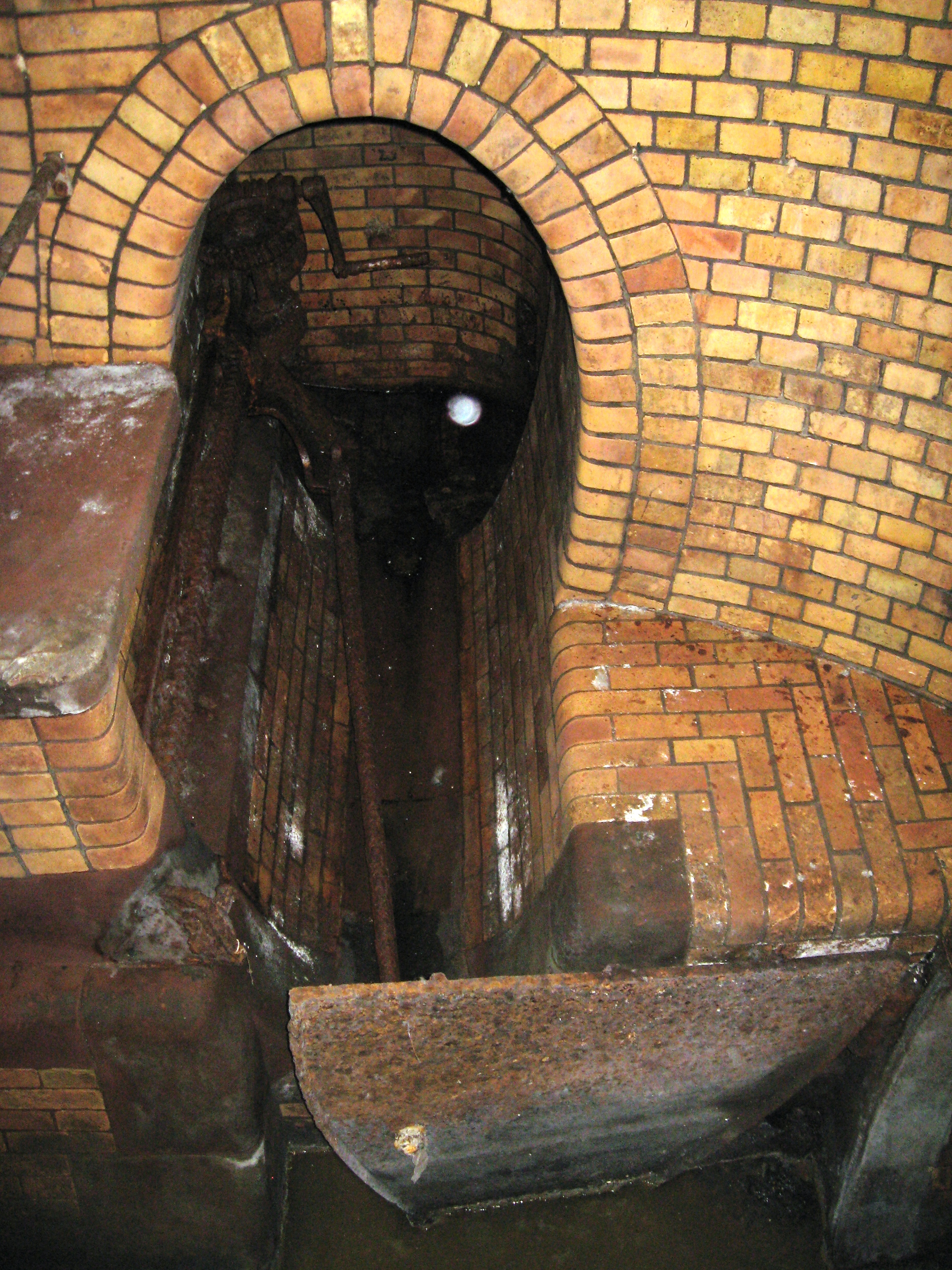
Schwallspülung: Schwalltür mit Antriebsstange in der Mannheimer Kanalisation

### Unterscheidung nach der Methode der Durchführung
Es gibt drei gängige Arten zum Reinigen eines Kanals:
- Hochdruckspülung: Spülwasser (z. B. aus einem Wassertank) wird per Hochdruckpumpe und Hochdruckschlauch durch eine Reinigungsdüse an die Kanalwand gespritzt.
- Schwallspülung (das älteste Verfahren): Es erfolgt durch eingebaute Absperrelemente. Die Absperrelemente stauen das Wasser auf und nach plötzlichem Öffnen entsteht ein Spülschwall, der die Ablagerungen wegschwemmt.
- Stauspülung: Dabei wird auch die Energie des aufgestauten Abwassers zur Reinigung benutzt. Zur Spülwirkung wird das aufgestaute Abwasser über ein eingebautes Rohr nach vorne zu einer Düsenform geleitet zur Aufwirbelung. Wie die Schwallspülung ist auch sie für hartnäckige Verschmutzungen nicht geeignet.

### Unterscheidung nach der Größe des zu reinigenden Kanals

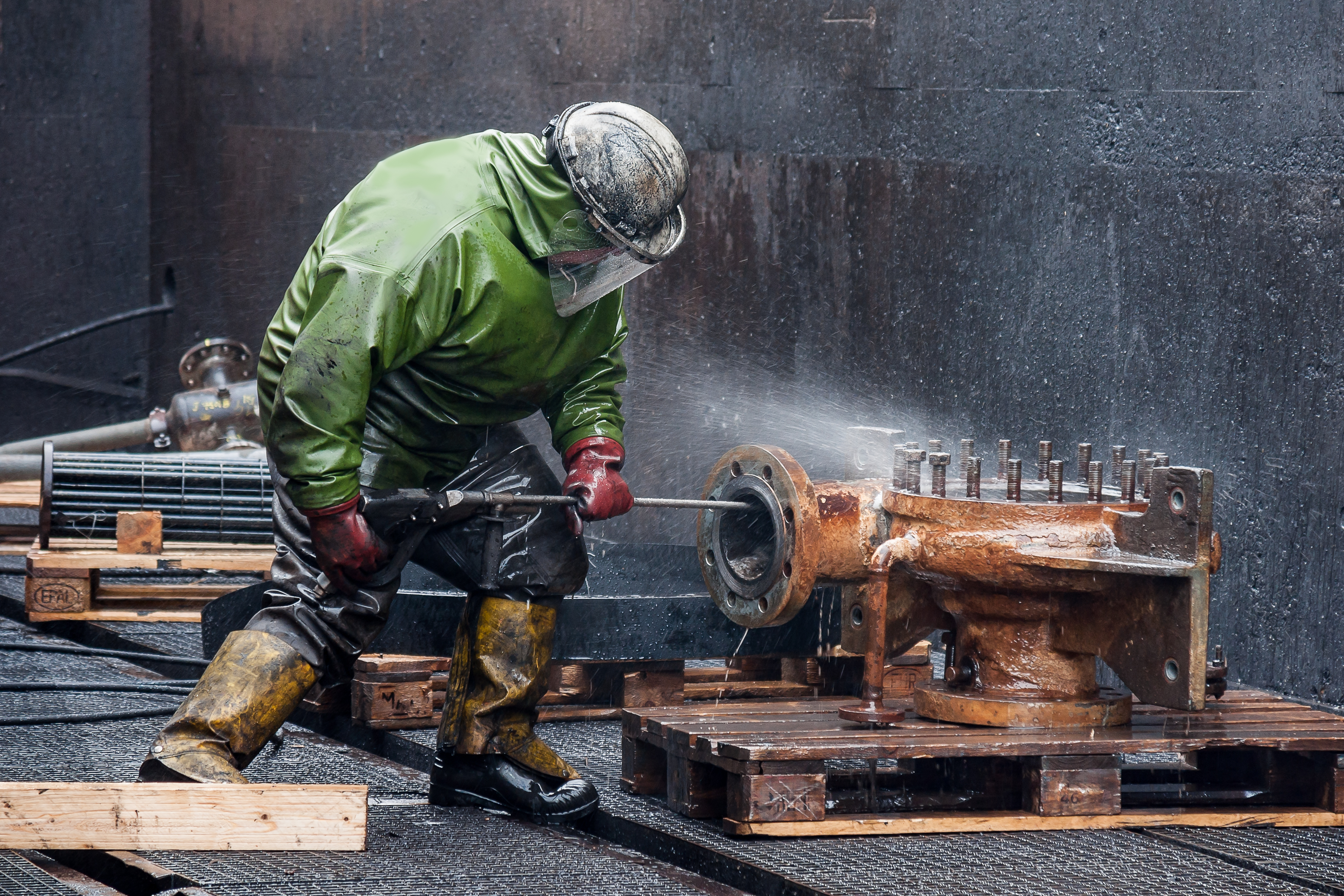
Industrielle Hochdruckreinigung von Druckgeräteteilen in der Chemischen Industrie mit spezieller Schutzausrüstung

Nach Größe des zu reinigenden Kanals unterscheidet man
- Liegenschafts-Kanalreinigung – Reinigen des Kanals einer Liegenschaft (Ein- oder Mehrfamilienhaus)
- Reinigung mittelgroßer Kanäle: In jedem Haushalt fließen täglich mehrere hundert Liter Wasser vermischt mit Urin, Fäkalien, WC-Papier („Schmutzwasser“) durch die Abwasserkanäle. Durch falsch entsorgte Abfälle fallen Feststoffe an. Sand, Kies, Steine usw. werden ebenfalls eingeschwemmt. Da die Fließgeschwindigkeit des Abwassers nicht ausreicht, um alle Feststoffe wegzuschwemmen, müssen diese maschinell entfernt werden.
- Großkanalreinigung: Bei Großkanalreinigungen kommen andere Gerätschaften zum Einsatz, z. B. Pflüge und Ballons.

Durch Gärung entsteht an der Rohrwandung ein rutschiger Belag, welcher aggressiv auf die Rohrwandung einwirkt. Er fördert die „Zersetzung“ von z. B. Betonröhren u. ä. Sie wirken dann wie ausgewaschen, bzw. haben eine raue Oberfläche oder werden dünnwandiger.

## Hochdruckreinigung
Die Kanalreinigung wird immer mit Wasser vorgenommen. Dabei gibt es – aufgrund des hohen Verbrauchs – auch eine Form der Kanalreinigung mittels Wasserrecycling. Durch Einführen einer druckbeaufschlagten Düse wird diese stromaufwärts in den Kanal „hineingezogen oder -gestoßen“. Wenn das Ende der zu reinigenden Strecke erreicht ist, wird die Düse zurückgezogen. Durch genau berechnete Düsenöffnungen tritt das Wasser in Form eines scharfen Strahls aus, um das abzutransportierende Material zu lösen, nach hinten zu schleudern und so aus dem Kanal in Fließrichtung abzutransportieren. Die eigentliche Reinigung eines Kanals findet beim Zurückziehen der Düse statt.

### Kanalreinigungsfahrzeuge
Dazu gehören grundsätzlich:
- Wassertank

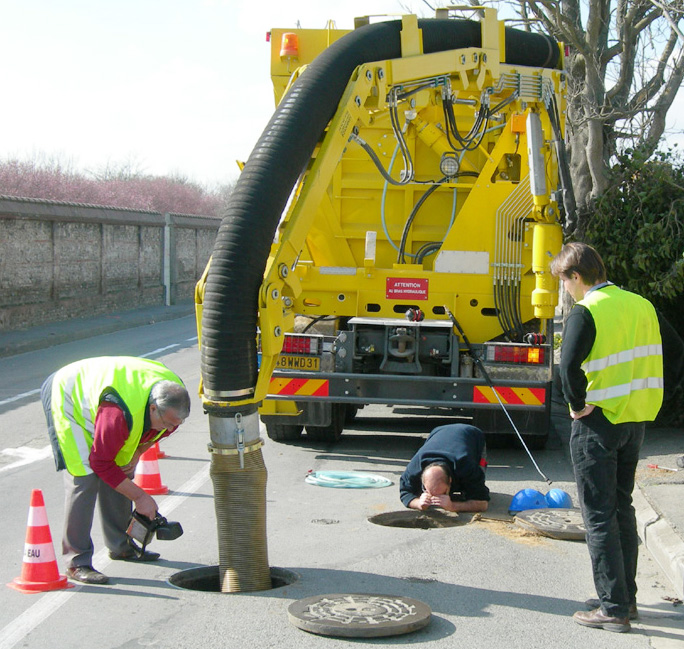
Saugwagen im Einsatz (Kanalreinigung)

- Hochdruckpumpe, diese erzeugt den nötigen Druck bei geeignetem Durchfluss
- Schlauch, er leitet das Wasser von der Pumpe zur Düse und muss außen gut gleiten
- Haspel und Umlenkrollen
- Düse, die auf die Hochdruckpumpe abgestimmt ist/sein muss

#### Hochdruckpumpe
Die Hochdruckpumpe erzeugt durch Verdrängen von Wasser einen Druck, wobei Kolbenpumpen und Druckumsetzerpumpen zum Einsatz kommen.
- Kolbenpumpen eignen sich eher für die Verwendung mit sauberem Wasser. Bei einer aufwändigen Reinigung und Filtration kann aber auch eine Kolbenpumpe für Wasserrecycling verwendet werden. Bei der Kolbenpumpe erzeugen mehrere Kolben den nötigen Druck (ähnlich wie die Kolben im Verbrennungsmotor das Luft-/Kraftstoffgemisch komprimieren). Die vom Transportfahrzeug anzuliefernde Kraft ist vergleichsweise klein.
- Beim Druckumsetzer wird ein anderes Verfahren angewendet. Hier ist ein großer Kolben (Durchmesser etwa 15–20 cm) in einem Zylindergehäuse untergebracht. Auf der einen Seite befindet sich ein Ölkreislauf, auf der anderen Seite der Wasserkreis. Je mehr Öldruck eingesteuert wird, umso mehr Wasserdruck ergibt sich. Wenn der Kolben auf einer Hubseite auf „Anschlag“ geht, gibt die Hydraulik den anderen Hydraulikkreis frei und der Kolben bewegt sich auf die andere Seite.

Je mehr Öldruck man zulässt, umso mehr Wasserdruck erhält man. Der Druckumsetzer ist schmutzwasserunempfindlich, daher eignet er sich für den Einsatz von Wasserrecycling. Die anzuliefernde Kraft vom Fahrzeug ist vergleichsweise groß, meist bzw. überwiegend über NMV (getriebeunabhängiger Nebenantrieb für große Kraftabgaben).
Nennleistungen von Hochdruckpumpen variieren je nach Einsatzart stark. Es gibt Pumpen bis 300–400 bar und Leistungen bis 800 Liter/min. Bei Höchstdruck (z. B. für Demarkierung von Fahrbahnstreifen oder bei Brückensanierungen um Beton abzutragen) werden bis 4000 bar (bei ca. 10 Liter/min.) eingesetzt. Kolbenpumpen, im Vergleich zum Druckumsetzer, neigen eher dazu, höheren Volumenstrom als Druck zu realisieren, wobei, je nach Einsatzart, mehr das Augenmerk auf Druck oder auf Literleistung gelegt wird, oder sogar beides gefragt ist.

#### Schlauch
Der von der Hochdruckpumpe erzeugte Wasserdruck wird mittels eines Schlauches weiter geleitet. Dieser Schlauch sollte möglichst leicht und glatt sein (innen und außen), um größere Distanzen mit wenig Druckverlust zu ermöglichen, seine Außenfläche soll abriebfest sein, damit er bei Kontakten auf den Rohren, Kanten oder Schächten nicht beschädigt wird. Des Weiteren sollte er einen engen Radius ermöglichen, damit er auch kurven- oder bogengängig ist. Ein weiteres Kriterium ist die Art des Schlauches:
- Der Gummischlauch besteht aus einem Kautschukgemisch. Seine Vorteile liegen in der Abriebfestigkeit der Außenhülle und dem Biegeradius. Die Nachteile liegen beim Gewicht. Sein Gewicht beträgt etwa 960 g/m (1"-Schlauch) ohne Wasserinhalt. Der Druckverlust des Gummischlauches ist deutlich höher als der des Kunststoffschlauches.
- Der Kunststoffschlauch wiederum besteht aus einer oder mehreren Kunststoffschichten. Seine Vorteile liegen im geringeren Gewicht. Mit etwa 630 g/m (1"-Schlauch) ohne Wasser ist er rund ein Drittel leichter als der Gummischlauch, daher eignet er sich gut für größere Distanzen. Der Druckverlust ist bedeutend kleiner als beim Gummischlauch. Seine Nachteile liegen im Bereich des Abriebes, er ist empfindlich auf äußere Einflüsse wie mechanische Kontakte an rauen Oberflächen (Schachtkanten etc.). Ein weiterer Nachteil des Kunststoffschlauches ist seine mangelnde Knickfestigkeit. Der Kunststoffschlauch lässt sich sehr leicht knicken, was zu kleinen Verletzungen im Mantel führt. Des Weiteren wird der Kunststoff im Winter deutlich spürbar steifer, was das Knickrisiko erhöht.

Beide Schlaucharten sind gleich aufgebaut. Die innerste Lage („Seele“) sollte möglichst glatt sein, um den Druckverlust zu minimieren. Der Druckverlust entsteht durch die Porigkeit der „Seele“ (inkl. „Reibung des Wassers“) und die Schlauchlänge. Obwohl der Schlauch innen völlig glatt ist ergibt sich ein Druckverlust. Bei einem 1″-Schlauch (Innendurchmesser 25 mm), 180 m Schlauchlänge, 400 Liter Durchflussmenge und 200 bar ergibt sich ein Druckverlust von genau 50 %. Die nächste(n) Lage(n) sind tragende Lage(n). Sie sind ähnlich wie bei einem PKW-Reifen diagonal geflochten und halten so den Schlauch zusammen, ansonsten würde er sofort platzen. Sie besteht aus einem Textilgewebe (selten auch Stahlgewebe). Die äußerste Schicht ist eine hochabriebfeste Schicht aus Kunststoff oder Kautschuk. Sie schützt die beiden tragenden Lagen vor Abrieben an Schächten oder Kanten.
Hochdruckschläuche werden in verschiedenen Größen und Längen hergestellt. Viele Schläuche werden nach der Herstellung geprüft, indem man sie eine gewisse Zeit mit einem festgelegten Druck beaufschlagt. Für die nötigen Kupplungen am Anfang und am Ende des Schlauches gibt es verschiedene Ausführungen: gepresste, geschraubte Kupplungen oder solche mit Bridensystem (Band It).
Gelegentlich werden Gummi- und Kunststoffschlauch kombiniert.
Dabei werden einige Meter, meist 5–10 m, Gummischlauch an den Anfang eines Kunststoffschlauches gekuppelt.
Durch den schwereren Gummischlauch am Anfang wird insbesondere bei Einsatz einer leichten Düse verhindert, dass diese an Hindernissen ungewollt eine Richtungsänderung vollführt.

#### Düse

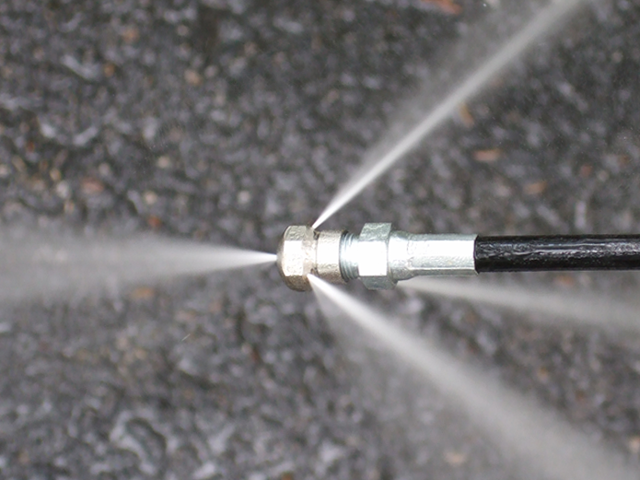
Vorschubdüse

Die effektive Reinigung des Kanals übernimmt die sogenannte Düse. Der von der Hochdruckpumpe erzeugte und durch den Hochdruckschlauch transportierte Wasserdruck tritt an der Düse in Form eines scharfen Wasserstrahls aus. Dieser Strahl ist extrem gefährlich und kann schwerste Verletzungen verursachen. Jede Düse muss genau auf das verwendete Fahrzeug abgestimmt sein, damit ein Optimum an Reinigungs- und Schwemmleistung erreicht wird.
Grundsätzlich haben Düsen immer nach hinten gerichtete „Löcher“. Durch den Wasseraustritt nach hinten wird die Düse in den Kanal hineingezogen. So entstehen große Zugkräfte, die auch Distanzen über mehrere hundert Metern ermöglichen. Es gibt auch Düsen, die Wasseraustritte nach vorne haben. Sie eignen sich dazu, Verstopfungen zu beheben. So kann z. B. auch Eis mittels kaltem Wasser gelöst werden. Je nach Winkel des Wasseraustritts eignet sich eine Düse für Räumleistung (Feststoffmenge), Reinigungsgrad (Sauberkeit der Rohrwandung) oder Zugleistung (für weite Distanzen).
Der Druck und die Literleistung entstehen im Zusammenhang mit dem Durchmesser der einzelnen Düsenlöcher und deren Anzahl. Je kleiner die Löcher, umso größer wird der Wasserrückstau im System „Hochdruckpumpe, Schlauch, Düse“. Druck und Literleistung werden über diese Düsenlöcher im Zusammenhang mit dem zur Verfügung stehenden Drehzahlbereich des LKWs, Anzahl Löcher der Düse, Schlauchlänge und Schlauchart (Kunststoff oder Gummi) abgestimmt.
Je nach Einsatzart und Einsatzort gibt es verschiedene Düsen:
- Normale Kanalreinigungsdüsen: Für normale Reinigungsarbeiten ohne spezielle Nachfolgeaufträge
- Rotier-, Fächerdüsen: Für eine Rundumreinigung; wird meistens angewendet, wenn nach erfolgter Reinigung eine Kanal-TV-Untersuchung ansteht. Die Reinigung erfolgt über den sich drehenden Teil der Düse.
- Vorstrahldüsen: Sie haben einen oder mehrere nach vorne gerichtete Strahlen, die der Entfernung von Verstopfungen dienen.
- Bodendüsen: Sie haben meist eine hohe Zug- und Räumleistung. Die Düsenlöcher sind meist sehr gerade nach hinten ausgerichtet und treffen auf dem Boden auf.
- Ejektorbasierte Düse: Eine besondere Art der Düse ist eine ejektorbasierende Düse, die auf dem Prinzip eines Ejektors beruht. Wenn der Kanal eine bestimmte Wassermindestmenge führt, kann sie enorme Spülleistungen vollbringen. Durch das, im richtigen Winkel in der richtigen Menge, austretende Wasser wird das im Kanal vorhandene Wasser massiv beschleunigt. Das nachfließende Wasser wird sozusagen angesaugt und die Fließgeschwindigkeit sehr stark erhöht. Diese Düse eignet sich nicht zur sauberen Rohrwandungsreinigung, sondern für die Ausschwemmung der Feststoffe.
- Exzentrische Düsen: Sie dienen zur Lösung von an den Rohrwandung haftenden Schichten wie Kalk, Fett o. ä. Durch eine exzentrische Lagerung wird eine Unwucht erzeugt, welche auf die Rohrwandung „klopft oder sogar schlägt“. Diese Düse wird mit Vorsicht angewendet, weil sie Rohre, die alt oder nicht fachgerecht verlegt wurden, beschädigen kann.
- Fräser oder Kettenschleuder: Diese Düsenarten werden zum Abtragen von äußerst harten Ablagerungen wie Beton, Kalk usw. angewendet und wird aufgrund seiner Aggressivität als letztes Mittel eingesetzt. Beim Einsatz dieser Geräte ergeben sich die größten Risiken, dass ein Rohr zerstört wird. Bei der Kettenschleuder wird eine Art starke, größere Velokette der Rohrwandung angepasst eingesetzt. Sie streift der Rohrwandung entlang und schlägt alles vorstehende bzw. ihr in den Weg kommende ab. Der Verschleiß der Kette ist je nach ab zu tragendem Material und Rohr unterschiedlich hoch. Der Fräskopf kommt einer Tunnelbohrmaschine ähnlich. Er dreht sich mit bis zu 3000/min. Seine „Zähne“ sind mit gehärtetem Stahl oder Diamantaufsätzen bestückt. Durch zusätzliche Schläge in axialer Richtung wird die Abtragleistung erhöht.
- Propellerdüsen: Sie sind wie ein Propeller geformt und haben am Ende Düsenlöcher, welche die Rohrwandung reinigen. Sie eignen sich für größere Kanäle >~60 cm Durchmesser. Selbst in eiförmigen Rohren können sie verwendet werden. Die Propellerdüsen sind ausschließlich für die Reinigung der Rohrwandung konstruiert und besitzen daher eine schlechte Räumleistung.
- Wasserrecyclingdüsen: Die meisten der genannten Düsen sind auch in Verbindung mit dem Wasserrecycling einsetzbar, wenn sie gewisse Bedingungen erfüllen. Die Lagerung muss unabhängig bzw. getrennt von der Wasserversorgung sein. Beim Einsatz von Wasserrecycling werden immer kleinste Feststoffanteile (<0,1–0,3 mm) mitgeschwemmt, die die Lagerung innerhalb von wenigen Minuten oder Stunden zerstören würden. Diese Düsen haben meist eine getrennte Öllagerung. Des Weiteren benötigen diese Düsen spezielle Düseneinsätze. Diese Einsätze müssen aus sehr hartem Stahl, Sonderlegierungen oder Vollkeramik sein, ansonsten werden die Düsenseinsätze sehr stark ausgewaschen. Wenn die Löcher ausgewaschen werden, kann weniger Druck, der für eine saubere Reinigung der Rohrwandung nötig ist, produziert werden. Das Wasser fließt dann eher ungehindert durch die Öffnungen hinaus.
- Spezialdüsen: Eine Art davon ist mit TV-Kameras an der Front ausgestattet, um eine sofortige Kontrolle, ob eine weitere Reinigung nötig ist, zu ermöglichen. Sie dienen nicht zur Kanalinspektion, sondern lediglich zur Beurteilung der Sauberkeit. Des Weiteren gibt es Düsen die ab einem bestimmten Druck zusätzlich Düsenlöcher freischalten. Dies erfolgt in einem mechanischen Prozess, der hydrodynamisch (Medium Wasserdruck) ausgelöst wird. Es gibt auch Lenkdüsen, bei diesen Düsen sind einzelne Düsenlöcher verschlossen oder kleiner. Damit wird ein ungleichmäßiger Strahl erzeugt, der ein Ausschlag der Düse in einer bestimmten Richtung zur Folge hat.
- Zwischenschubdüsen: Sie dienen beim Spülen von längeren Haltungen als zusätzliche Zugleistung. Sie werden bei Schlauchverbindungen eingesetzt.

#### Wasserverbrauch und Wasserrecycling
Durch die hohen Volumenströme der Hochdruckpumpen werden große Mengen an Wasser benötigt. Bei 15.000 l Fassungsvermögen des Fahrzeuges und 400 l/min der Hochdruckpumpe kann man knapp 40 Minuten spülen, danach muss es wieder betankt werden. So können in einem Arbeitstag über 100.000 Liter (100 m³) sauberes Wasser verbraucht werden.
Durch den Einsatz des sogenannten Wasserrecycling wird der Wasserverbrauch stark gesenkt. Beim Wasserrecyclingsystem hat man ein Saug- und Spülfahrzeug in einem. Das anfallende Material (Feststoffe und Abwasser) wird eingesaugt und in einem Filtersystem soweit gefiltert, dass nur noch Partikel die kleiner als ~0,1–0,3 mm durchgelassen werden. Bei Kolbenpumpen ist dabei ein mehrstufiges Filtriersystem <~0,1 mm erforderlich, beim Druckumsetzer reicht ein Spaltsieb mit <~0,3 mm aus. Das gefilterte Wasser wird anschließend der Hochdruckpumpe wieder zur Verfügung gestellt. Somit kann das bereits „verbrauchte“ Wasser mehrfach wieder verwendet werden. Je nach Gegebenheiten muss während Tagen, oder bis der Schlammanteil im Fahrzeugtank zu hoch wird, nie Wasser nachgefüllt werden. Eine Spülung mittels Frischwasser wird dabei täglich nach Beendigung des Einsatzes empfohlen, damit sich keine Feststoffe absetzen. Diese Reinigung dauert je nach System weniger als eine Minute pro Tag.
Erster Nebeneffekt ist die erhöhte Wirtschaftlichkeit des Systems Wasserrecycling. In der Zeit, in der ein Kanalreinigungsfahrzeug mit Frischwasser betankt wird, arbeitet ein Wasserrecyclingfahrzeug weiter. Zweiter Nebeneffekt ist die Ersparnis eines Saugfahrzeuges, um die angespülten Abfälle aus der Kanalreinigung abzusaugen. Ein Wasserrecycler saugt die angeschwemmten Abfälle direkt aus dem Kanal.
Bei Wasserrecycling ist allerdings der Verschleiß der Einzelteile und der Kraftstoffverbrauch des Fahrzeuges höher als bei klassischen Kanalreinigungsfahrzeugen, daher wird meist ein Zuschlag bei der Arbeitsausführung berechnet. Dieser rechnet sich aber nahezu immer, wenn man die zu zahlenden Standkosten (bei der Wasserbetankung), sowie ein zusätzliches Saugfahrzeug mitberücksichtigt.

## Sicherheit und Umwelt

### Einstieg in Kanalisationen
Ein Einstieg in Kanalisationen oder Gruben kann Risiken in Form von Gas-, Explosions-, Ertrinkungs-, Rutsch- oder Absturzgefahr implizieren. Gruben und Kanäle sollten erst nach erfolgter Kontrolle mittels Gaswarngerät (auf Atemhöhe) korrekt bestiegen werden. Durch Ablagerungen werden die Oberflächen sehr rutschig, daher ist stets korrekte Sicherung erforderlich. Folgen der Nichteinhaltung solcher Sicherheitsmaßnahmen können bis hin zum Tod durch Erstickung, Vergiftung, Ertrinken durch Ohnmacht sein. Vor dem Besteigen eines Kanals sollte immer für eine ausreichende Belüftung gesorgt werden.
Generell ist dafür die berufsgenossenschaftliche Richtlinie BGR 126 „Arbeiten in umschlossenen Räumen abwassertechnischer Anlagen“ zu beachten. In den meisten Fällen wird auch BGR 117-1 „Arbeiten in Behältern, Silos und engen Räumen“ einschlägig sein. Zur Gefährdungsbeurteilung sollte die Informationsschrift der Gesetzlichen Unfallversicherungen GUV-I 8755 „Beurteilung von Gefährdungen und Belastungen an Arbeitsplätzen in Abwasserentsorgungsbetrieben“ herangezogen werden.

### Entsorgung von Abfällen aus der Kanalreinigung
Das Europäische Abfallverzeichnis von 2001 ordnet Abfällen aus der Kanalreinigung die Abfallschlüsselnummer 200306 zu; ebenso die Abfallverzeichnis-Verordnung (AVV). Sie sind demgemäß unter Beachtung der Kreislaufwirtschaftsgesetzes unter Beachtung der Maßgaben für Siedlungsabfälle zu entsorgen. 
Für Schlämme aus der Reinigung innerbetrieblicher Abwasserleitungen gelten spezifische Vorschriften und Zuordnungen, gleichermaßen bei Spezialbetrieben.